# Narodowo-Chrześcijańskie Zjednoczenie Pracy
Narodowo-Chrześcijańskie Zjednoczenie Pracy – ugrupowanie polityczne skupiające zwolenników sanacji w Województwie Śląskim. Powstało w listopadzie 1927 r. z inicjatywy wojewody Michała Grażyńskiego (początkowo pod nazwą Polskie Zjednoczenie Pracy) jako blok stronnictw polskich obejmujący nie tylko ugrupowania piłsudczykowskie (Związek Naprawy Rzeczypospolitej, Narodowa Partia Robotnicza-Lewica, Partia Pracy) ale też Związek Śląskich Katolików ks. Józefa Londzina oraz śląskie organizacje Narodowej Partii Robotniczej (prawicy), PSL „Piast” i Związku Ludowo-Narodowego. W wyborach parlamentarnych w 1928 r. NChZP uzyskało na Śląsku 30,6% głosów.
Po wyborach Zjednoczenie zostało we wrześniu 1928 r. przekształcone w jednolitą organizację o jednoznacznie sanacyjnym obliczu, zdominowaną przez ZNR. Na czele NChZP stanął ks. Londzin, a po jego śmierci ks. Emanuel Grim. Zjednoczenie opierało się na strukturach Związku Powstańców Śląskich i Związku Obrony Kresów Zachodnich, wśród robotników działało poprzez Generalną Federację Pracy (potem Związek Związków Zawodowych). NChZP łączyło ideologię narodowo-chrześcijańską z akcentowaniem problemów świata pracy i elementami śląskiego regionalizmu.
Podczas wyborów 1930 r. Zjednoczenie zostało poparte przez Polską Partię Socjalistyczną dawną Frakcję Rewolucyjną, Chrześcijańskie Zjednoczenie Ludowe (dysydenci z chadecji) i efemeryczny Śląski Blok Narodowy, uważający się za reprezentanta ludności miejscowej. W wyborach do Sejmu Śląskiego w maju 1930 r. NChZP uzyskał 17,1% głosów, w listopadzie 1930 r. – 35,7%.
W latach 1931–1933 Zjednoczenie popadło w zastój, z którego zaczęło wychodzić pod koniec 1933 r. W zbojkotowanych przez opozycję wyborach 1935 r. śląskim sanatorom udało się zdominować Sejm Śląski, co jednak zaowocowało konfliktami wewnątrz obozu rządzącego (grupa Józefa Płonki). W 1937 r. NChZP liczyło 17.000 członków skupionych w 310 kołach. W czerwcu 1937 r. zostało przekształcone w śląską organizacją Obozu Zjednoczenia Narodowego.
Z NChZP związane było pismo „Polska Zachodnia”. Czołowymi działaczami byli Karol Grzesik, Stefan Kapuściński, Rudolf Kornke, Ignacy Nowak, Włodzimierz Dąbrowski, Alojzy Pawelec, Alojzy Kot.

## Poparcie w wyborach

### Sejm Śląski
| Wybory    | Głosy  | Głosy | Głosy | Mandaty | Mandaty |
| Wybory    | Liczba | %     | +/–   | Liczba  | +/–     |
| --------- | ------ | ----- | ----- | ------- | ------- |
| 1930 (I)  |        |       |       | 10/48   | —       |
| 1930 (II) |        |       |       | 19/48   | 9       |
| 1935      |        |       |       | 24/24   | 5       |